# 아리가 나가오
아리가 나가오(有賀長雄, ありが ながお, 1860~1921)는 일본의 법학자, 사회학자이다. 1909년 일본 최초로 노벨 평화상 후보에 올랐다.

## 경력
셋쓰국 오사카에서 태어났다. 가업은 가도(歌道)였다. 오사카 영어학교 가이세이 학교를 거쳐 1882년 도쿄대 철학과를 졸업했다. 대학 재학중 成立学舎에서 아르바이트를 하며 학자금을 벌었다. 도쿄대 조교, 조교수, 원로원 조교를 거쳐 1886년 원로원 서기관이 되었고 곧바로 유럽으로 유학을 떠났다. 독일 제국의 베를린 훔볼트 대학교, 오스트리아-헝가리 제국의 빈 대학교교수 로렌츠 폰 슈타인에게서 국제법을 배웠다.
1888년 귀국하여 1889년 추밀원 서기관이 되었고 수상 비서관으로 내각 근무를 시작했다. 1892년 농상무성 특허국장으로 일하다가 청일 전쟁, 러일 전쟁 기에 법률고문으로 종군하여 헤이그 평화회의에 일본 대표로 참석했다. 이후 육군 대학교, 해군대학교, 도쿄대, 게이오대, 와세다대에서 헌법, 국제법 등을 강의했다. 1898년 외교시보『外交時報』를 창간했다.
1903년 황실제도조사국 부총재가 되었다가 이토 히로부미의 추천으로 책임자가 되었다. 황실제도화와 천황의 정치참여 억제, 수상의 권한강화와 군부의 견제를 위해 미완성이던 황실전범을 보완했다.
1907년 보완된 황실전범을 공포하려고 노력하였으나 군부의 반발로 성공하지 못했다. 청나라 헌법조사단이 일본에 방문하자 그들을 대상으로 1909년까지 강의를 했다.
1912년 은사상(恩賜賞)을 받았고 1913년에는 오쿠마 시게노부의 추천으로 위안스카이의 법률 고문이 되어 원세개의 황제 취임을 도왔다. 1915년 일본이 청에 들이댄 21개조 요구에 반대했으나, 강경론자들의 공격으로 대학을 떠났다. 1921년 뇌일혈로 사망했다. 묘소는 아오야마 영원.

## 저서
- 1883~4 사회학『社会学』
- 1889 국가학『国家学』
- 1889 슈타인 강의 『須多因氏講義』- 가이에다 노부요시 편집
- 1890 행정학『行政学』
- 1893 일본고대법 석의 『日本古代法釈義』
- 1896 청일전쟁 국제법론『日清戦役国際法論』[8]
- 1911 러일전쟁 국제법론『日露陸戦国際法論』

## 참고 문헌
- 実松죠 "해군 대학 교육 '빛 사람 사는 NF 문고 (신판)
- 게이오 백년사別巻대학 편 보관됨 2011-10-26 - 웨이백 머신
- "일본인 이름 대사전 1 아 - 오" 헤 본사 1937년.
- 아사히 신문사 편 「아사히 일본 역사 인물 사전」아사히 신문사, 1994년.
- 우스 카츠미 · 고무라直助· 우미 야스시 · 유이 마사오미 편 "일본 근현대 인명 사전」吉川弘文館 2001년.
- 타키 카즈히로 "이토 히로부미 지식의 정치인 ' 중앙 공론 신사 < 공신 서 >, 2010년.
- 한모금 마사오 · 히로세順晧편 "국립 공문서 관 소장勅奏임관 기록 원서 상권"柏書房 1995년.

## 같이 보기
- 여순 대학살